# キリンタケ
キリンタケ（麒麟茸、ヘビキノコ 蛇茸Amanita excelsa）は、ハラタケ目テングタケ科テングタケ属のキノコである。

## 特徴
北半球温帯域に分布。夏から秋に広葉樹林、針葉樹林、およびその混合林内の地上に発生する。中型で、傘は褐色系、白色から灰色の粉状のいぼを散布する。柄はほとんど白色で、上部に白色の溝線がはっきりしたつばを持ち、基部は灰色から灰褐色のつぼの破片が付く。ナタネ臭がある。

## 食毒
可食だが美味ではないとする文献、有毒とする文献が存在するため、食べることは避けた方がよい。

## その他
南方熊楠の菌類図譜にヘビキノコらしき記載がある。